# Octaan
Octaan is een koolwaterstof uit de groep der alkanen, met als brutoformule C8H18. De stof komt voor als een kleurloze vloeistof, die onoplosbaar is in water. Octaan is een bestanddeel van benzine. Het wordt gewonnen uit aardolie.

## Isomerie
Octaan bezit 18 structuurisomeren, maar als de enantiomeren worden meegeteld bestaan er 24 stereo-isomeren:
- 2-methylheptaan
- 3-methylheptaan (chiraal)
- 4-methylheptaan
- 3-ethylhexaan
- 2,2-dimethylhexaan
- 2,3-dimethylhexaan (chiraal)
- 2,4-dimethylhexaan (chiraal)
- 2,5-dimethylhexaan
- 3,3-dimethylhexaan
- 3,4-dimethylhexaan (chiraal)
- 3-ethyl-2-methylpentaan
- 3-ethyl-3-methylpentaan
- 2,2,3-trimethylpentaan (chiraal)
- 2,2,4-trimethylpentaan
- 2,3,3-trimethylpentaan
- 2,3,4-trimethylpentaan
- 2,2,3,3-tetramethylbutaan

Met name 2,2,4-trimethylpentaan, ook wel iso-octaan genoemd, is belangrijk omdat het octaangetal van deze stof 100 is. Het octaangetal is een maat voor de klopvastheid van mengbrandstoffen als benzine.

## Toepassingen
Octaan is door afwezigheid van enige functionele groep een zeer weinig reactieve verbinding. Het wordt meestal als oplosmiddel gebruikt.